# Barbara Morgenstern und die Liebe zur Sache
Barbara Morgenstern und die Liebe zur Sache ist ein Dokumentarfilm von Sabine Herpich aus dem Jahr 2024. Er hat seine Uraufführung im deutschen Wettbewerb von DOK Leipzig 2024 und wird 2025 in die deutschen Kinos kommen.

## Handlung
Barbara Morgenstern, die Pionierin des elektronischen Wohnzimmer-Pop und langjährige Mitwirkende bei Rimini Protokoll, arbeitet an einem neuen Album. Sabine Herpich zeigt in ihrem Dokumentarfilm den Entstehungsprozess eines Pop-Albums. In ihrer dokumentarischen Erzählperspektive interessiert sich für Nähe und Nachvollziehbarkeit des Prozesses und entscheidet sich für die ruhige Beobachtung. Warum und wie Barbara Morgenstern künstlerisch arbeitet, wird auch ohne erklärenden Kommentar deutlich. Sie beginnt allein. Nach und nach stoßen Musikerinnen und Musiker dazu. In den Berliner Hansa-Studios folgen die Arrangements und hier nehmen die musikalischen Ideen Gestalt an. Es geht immer um die Liebe zur Sache zum künstlerischen Arbeitsprozess. Bis das Stück fertig ist und Barbara Morgenstern auf der Bühne steht.

## Auszeichnungen
DOK Leipzig 2024
Nominiert: VER.DI Preis für Solidarität, Menschlichkeit und Fairness